# Adi Granov
Adi Granov é um ilustrador de histórias em quadrinhos da Bósnia e Herzegovina. Seu trabalho mais destacado foi a minissérie Homem de Ferro: Extremis, junto ao escritor Warren Ellis. Ele também fez Concept art para o filme Iron Man e para o jogo eletrônico Spider-Man.
Em 2013, redesenhou a capa do EP Opiate da banda Tool.
Atualmente vive em West Yorkshire, Inglaterra.

## Trabalhos de destaque na Marvel
- The Amazing Spider-Man (Venom story) #568 (2008)
- Iron Man, vol. 4, #1-6 (2005–06)
- Iron Man: Viva Las Vegas, miniseries, #1-3 (2008)
- Tales of Suspense Commemorative Edition: Captain America and Iron Man #1 (2005)
- X-Men Unlimited #2 (2004)